# 末澤壽一
末澤 壽一（すえざわ じゅいち、1954年3月20日 - ）は、日本の実業家。日本ハム代表取締役社長、北海道日本ハムファイターズオーナー、プロ野球オーナ会議議長などを歴任した。

## 人物・経歴
大阪府出身。大阪府立生野高等学校を経て、1976年神戸大学農学部卒業、日本ハム入社。主に食肉営業畑を歩み、2012年取締役常務執行役員。2014年取締役専務執行役員。2015年代表取締役社長。日本食肉加工協会理事長、日本ハム・ソーセージ工業協同組合理事長、日本食肉協議会副会長、食品産業センター副会長等を歴任。
北海道日本ハムファイターズのオーナーを兼務して、斉藤惇コミッショナー選任時のプロ野球オーナー会議議長も務めた。2018年、羽田空港のラウンジで飲食していた際、同席していた執行役員が航空会社の女性従業員にセクハラ発言を行ったことを受け、「一身上の都合」として突如辞任した。

## 脚註
1. 1 2  日本ハム社長に末沢氏 日本経済新聞2015/2/13付
2. ↑  総会
3. ↑  斉藤惇氏がコミッショナー就任「さらに活力あるものに」朝日新聞デジタル2017年11月27日
4. ↑  「日本ハム前執行役員らのセクハラ辞任「思いやり欠いた態度」　株主総会で社長謝罪」産経ニュース2018.6.26 10:51
5. ↑  「日本ハム新社長、「強固な収益基盤を築く」　就任会見 」日本経済新聞2018/2/2 21:00